# Hilding Kjellman
Gustav Hilding Kjellman, född 22 maj 1885 i Uppsala, död där 17 juli 1953, var en svensk professor i romanska språk och landshövding i i Hallands län 1935–1943 och Uppsala län 1943–1952.

## Biografi
Kjellman avlade mogenhetsexamen i Uppsala 1903, skrevs in vid Uppsala universitet samma år, blev filosofie kandidat 1905, filosofie licentiat 1908, filosofie doktor och docent i romanska språk vid Uppsala universitet 1913, lektor i franska vid Högre lärarinneseminariet i Stockholm 1919–1923 samt professor i romanska språk vid Göteborgs högskola 1923–1935 och dess prorektor 1931–1935 samt inspektor för dess studentkår 1933–1935.
Kjellman var bibliotekarie i Värmlands nation i Uppsala under vårterminen 1908, dess förste kurator 1908–1909, Uppsala studentkårs ordförande 1911–1912 samt ordförande i studentkårens byggnadskommitté från 1929. Han var sekreterare i Svenska Turistföreningen 1914–1919, och dess vice ordförande från 1929, ledamot av Lantbrukshögskolans styrelse från 1944, ordförande i Uppsala läns Hushållningssällskap från 1944, inspektor för Fjellstedtska skolan i Uppsala från 1944, ordförande i Uppsala läns krets av föreningen Norden 1943. Han var hederspresident i Orphei Drängar 1945–1953 och ordförande i Upplands fornminnesförening 1944–1952.
Kjellman var idrottsman med åtskilliga meriter inom friidrott, bandy med flera sporter, för IFK Uppsala. Han var stiftare av Uppsala studenters idrottsförening 1908 och dess ordförande 1908–1913, ordförande i Sveriges akademikers idrottsförbund 1913–1915, sekreterare i International Amateur Athletics Federation 1914–1930.
Kjellman var hedersledamot av Värmlands nation i Uppsala. Han invaldes som ledamot av Kungliga Vetenskaps- och Vitterhetssamhället i Göteborg 1928, som ledamot av Humanistiska vetenskapssamfundet i Uppsala 1944 och som ledamot av Gustav Adolfs Akademien 1952.

## Familj
Hilding Kjellman var son till professor Frans Kjellman och Hildur, född Trotzig. Han gifte sig 12 januari 1910 med Dagmar Karell (1886–1981), dotter till handlanden A. G. Karell och Anna, född Pettersson. Hilding Kjellman är begraven på Uppsala gamla kyrkogård.

## Utmärkelser
Kjellman blev riddare av första klassen av Nordstjärneorden 6 juni 1938, kommendör av första klassen av Vasaorden 6 juni 1936 samt var kommendör av Italienska Kronorden, riddare av Franska Hederslegionorden och fransk officer de I'nstruction publique.